# 疙瘩拳蟹
疙瘩拳蟹（学名：Philyra tuberculosa）为玉蟹科拳蟹属的动物。分布于台湾岛以及中国大陆的广东等地，生活环境为海水，常见于低潮线粗沙底。